# Kanadas herrlandslag i innebandy
Kanadas herrlandslag i innebandy representerar Kanada i innebandy på herrsidan.

## Historik
Laget spelade sin första landskamp den 19 april 2004, då man spelade 5-5 mot Spanien i Leganes.

### Fotnoter
1. ↑  ”International Floorball Federation”. http://www.floorball.org/default.asp?kieli=826&sivu=148&alasivu=148. Läst 22 augusti 2011.